# Запис миро Младеновића храст (Суково)
Запис миро Младеновића храст (Суково) се налази на парцели чији је власник Младеновић Босанка.

## Локација
| Општина             | Пирот                                                            |
| Катастарска општина | Суково                                                           |
| Потес               | Камик                                                            |
| Координате          | 43° 02′ 39″ С; 22° 39′ 32″ И / 43.0441° С; 22.658999999999999° И |
| Надморска висина    | 450m                                                             |

## Карактеристике
Дендрометријске вредности утврђене на терену и сателитским снимцима:
| Стабло                     | Храст |
| Висина стабла              | m     |
| Обим дебла                 | m     |
| Пречник крошње             | 21m   |
| Пречник дебла              | m     |
| Висина дебла до прве гране | m     |

## База записа
Запис је у оквиру Викимедија пројекта "Запис - Свето дрво" заведен под редним бројем 0458.